# Inès Boubakri
Inès al-Boubakri (in arabo ايناس البوبكري‎?; Tunisi, 28 dicembre 1988) è una schermitrice tunisina, specializzata nel fioretto.

## Biografia
Ha partecipato ai Giochi olimpici di Pechino 2008, di Londra 2012 e di Rio de Janeiro 2016

## Palmarès
- Giochi olimpici

Rio de Janeiro 2016: bronzo nel fioretto individuale.
- Mondiali

Kazan 2014: bronzo nel fioretto individuale.
Wuxi 2018: bronzo nel fioretto individuale.
- Giochi del Mediterraneo

Pescara 2009: bronzo nel fioretto individuale.
Mersin 2013: argento nel fioretto individuale.
Tarragona 2018: oro nel fioretto individuale.